# カルロ・エマヌエーレ・ディ・サヴォイア＝カリニャーノ
カルロ・エマヌエーレ・フェルディナンド・ディ・サヴォイア＝カリニャーノ（Carlo Emanuele Ferdinando di Savoia-Carignano, 1770年10月24日 - 1800年8月16日）は、第6代カリニャーノ公（在位：1780年 - 1800年）。
ヴィットーリオ・アメデーオ2世とジョゼフィーヌ・ド・ロレーヌの息子としてトリノに生まれる。1797年10月24日、トリノでクールラント公カール（ポーランド王・ザクセン選帝侯アウグスト3世の五男）の娘マリア・クリスティーナと結婚した。
1800年8月16日、パリのシャイヨで死去。息子のカルロ・アルベルトが後を継いだ。

## 子女
- カルロ・アルベルト（1798年 - 1849年） - カリニャーノ公（1800年 - 1831年）、サルデーニャ王、サヴォイア公（1831年 - 1849年）
- マリーア・エリザベッタ（1800年 - 1856年） - オーストリア大公ライナー・ヨーゼフと結婚